# Waffenreinheit
Der Verhaltenskodex der Waffenreinheit (hebräisch: טוהר הנשק, Tohar HaNeschek, englisch: Purity of Arms) ist Teil der offiziellen ethischen Lehre der israelischen Streitkräfte. Er schreibt Folgendes vor:
Die Soldaten und Soldatinnen der Tzahal werden ihre Waffen und Kräfte nur für das Ziel ihrer Mission einsetzen, nur im notwendigen Umfang und [sie] werden ihre Menschlichkeit selbst während des Kampfes beibehalten. Soldaten der Tzahal werden ihre Waffen und ihre Kräfte nicht anwenden, um nicht am Kampf beteiligten Menschen oder Kriegsgefangenen zu schaden und [sie] werden alles in ihrer Kraft Stehende tun, um zu verhindern deren Leben, Körpern, Würde oder deren Eigentum Schaden zuzufügen.
Der Glaubenssatz der Waffenreinheit ist umstritten. Einige Rabbiner stellen sich gegen die Klausel, die nicht am Kampf beteiligten Menschen zu schützen, und argumentieren, dass das jüdische Gesetz ebendiese Forderung in Kriegszeiten ablehnt.
Rabbiner in Verbindung mit der israelischen Siedlungsbewegung im Westjordanland und im Gazastreifen forderten 2004, dass Terrorismus ohne Rücksicht auf die Sicherheit der gegnerischen Bevölkerung bekämpft werden muss. Andere wiederum haben eingewandt, dass diese Formulierung, welche Gewaltanwendung gegen Kriegsgefangene erlaubt, die Genfer Konventionen verletzt. 
Amnesty International und andere Kritiker beklagen, dass Israel seinen eigenen Kodex der Waffenreinheit verletze und die Soldaten schütze, die dies tun.